# Sermitsiaq (Zeitung)
Die Sermitsiaq (nach alter Rechtschreibung Sermitsiaĸ) ist neben der Atuagagdliutit einer der beiden landesweiten grönländischen Zeitungen.

## Geschichte

### Gründung
1952 gab Viggo Sylvester Larsen erstmals in Nuuk die zweisprachige Lokalzeitung Kamikken heraus. Die Zeitung erschien nur bis 1956. Anderthalb Jahre später begannen Viggo Sylvester Larsen und Søren Egebjerg, eine neue Lokalzeitung herauszugeben, die den Namen Mikken erhielt und nur auf Dänisch erschien. Die Zeitung erschien erstmals am 11. Januar 1958 und wurde fortan jeden Samstag verbreitet. Am 13. Januar 1958 erschien die grönländische Übersetzung der Zeitung, die fortan jeden Montag herauskam. Nach fünf Monaten schrieb der Chefredakteur der Zeitung einen Leserwettbewerb aus, um einen neuen Namen für die grönländische Version zu finden, die für Grönländer leichter auszusprechen ist. Die Wahl fiel auf Sermitsiaq, nach dem Wahrzeichen der Stadt, dem Berg Sermitsiaq. Am 21. Mai 1958 erschien die Zeitung erstmals unter ihrem neuen Namen. Anfangs hatte die Zeitung drei Redakteure: Peter Kreutzmann, Mathæus Abrahamsen und Karl Sommer. Letzterer gab ab 1960 selbst die Lokalzeitung Qanorooq heraus. Am 14. November 1958 erschien die Sermitsiaq erstmals zweisprachig und am 22. November erschien die Mikken letztmals. Die Initiative für den Wechsel zur grönländischen Version lag beim dänischen Journalisten Anders Kjær, der fortan gemeinsam mit dem neuen Chefredakteur Jørgen Fleischer, Einar Kreutzmann, Jens Kreutzmann und Mathæus Abrahamsen die Zeitung herausgab. Peter Kreutzmann hatte einen Job als Dolmetscher in Kopenhagen erhalten und verließ die Zeitung deswegen, während seine beiden älteren Brüder Einar und Jens dazustießen. Anders Kjær starb wenige Wochen später beim Untergang der Hans Hedtoft am 30. Januar 1959.

### Spätere Geschichte
Bis 1964 wurde die Zeitung kopiert, bevor man begann auf Druck umzusteigen. Die Themen verloren mit der Zeit ihren lokalen Fokus. Ab 1980 erschien die Zeitung landesweit und war damit die zweite landesweite Zeitung Grönlands nach der seit 1861 erscheinenden Atuagagdliutit. Ab 1983 erschien die neue Lokalzeitung Nuuk Ugeavis, die ab 1989 mit von der Sermitsiaq herausgegeben wurde.

### Fusion
Am 13. November 2009 fusionierten die Redaktionen der Sermitsiaq und der Atuagagdliutit administrativ und wurden mit Wirkung vom 1. Januar 2010 unter dem Medienverlag Sermitsiaq.AG vereinigt. Als Gründe hierfür wurden Sparmaßnahmen infolge sinkender Einnahmen angegeben, welche die Existenz beider Zeitungen bedrohten. Beide Zeitungen erscheinen weiterhin unabhängig voneinander, die Atuagagdliutit jedoch seither nur noch einmal statt bisher zweimal pro Woche.
Die Sermitsiaq erscheint wöchentlich freitags und wird seit September 2011 zusammen mit der Atuagagdliutit in Holbæk in der Druckerei des dänischen Medienunternehmens Trykkeriet Nordvestsjælland gedruckt. Beide Zeitungen teilen sich die Onlineversion sermitsiaq.AG, wobei die Domain für Atuagagdliutit/Grønlandsposten steht.